# Earl Grey
För andra betydelser, se Earl Grey (olika betydelser).

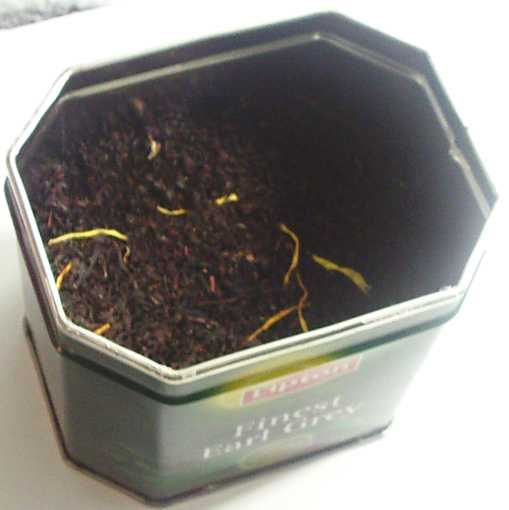
En burk av Liptons Finest Earl Grey

Earl Grey är ett svart te smaksatt med bergamottolja. Bergamott är en citrusfrukt ur vars skal man utvinner doftoljor. Den odlas bland annat i Kalabrien i södra Italien.
Namnet anspelar på Charles Grey (1764–1845), som var den andre earl Grey och Storbritanniens premiärminister 1830–1834. Teet ska ursprungligen ha varit en gåva från Kina till premiärministern och det serverades på earlens och grevinnans tebjudningar. Sorten blev känd och tefirmorna lanserade sina Earl Grey-teer.

## Liknande teer
- Lady grey innehåller förutom svart te och bergamottolja även citron och pomerans.
- Earl green kallas ofta grönt te smaksatt med bergamott.